# طسم وجديس
طسم وجديس قبيلتان من العرب البائدة المنسوبة إلى لاوذ بن إرم بن سام بن نوح، سكنت شبه الجزيرة العربية وكان لهم فيها حضارة عظيمة كالعماليق وعاد وثمود،عاشت تقريبًا في الألف الأول قبل الميلاد. ونزلوا في إقليم اليمامة الواقع في وسط شبة الجزيرة العربية، بحيث كانت طسم صاحبة السيادة هناك. أما جديس فتتلخص الروايات بأنها ذلت على يد طسم خلال حكم أحد رجالها المدعوا عمليق، إذ جعل أن لا تزف بكر من جديس حتى تساق إليه فيفترعها قبل زوجها، فما كان من جديس إلا أن انتقمت منه غدرًا بعد أن أصاب العار أخت سيدهم الأسود بن عفار، المسماة شموس، بحيث أعدوا طعامًا ودعوه إليه وقاموا بدفن سيوفهم في الرمال فلما حضر في خواصه من طسم عمدت جديس إلى سيوفها وقتلته مع بعض جماعته فأصبح الأسود بن عفار الجديسي حاكمًا على القبيلتين، وفر رياح بن مره أحد رجال عمليق إلى حسان بن تبع الحميري ملك اليمن ليستغيث به ويطلب منه أن يعينه على جديس، فأجاب له طلبه وسار معه إلى اليمامة، وقبل وصولهم بثلاث أيام رأتهم زرقاء اليمامة وأخذت تنبه قومها، فلم يصدقوها، فدخل عليهم غسان بجيوشه وقتل من جديس الكثير ودك منازلهم وقلعهم لعيني زرقاء اليمامة ليكتشفوا سر قوة بصرها. وهذه من روايات تناقلها الاخباريين يحتمل المبالغة في الأساطير وكما يعرف أن حمير ورثت مملكة قتبان بعد سقوطها على يد سبأ في 110 ق.م وحمير من اتباع عم إله قتبان وهذا يدل على العداء بين حمير وسبأ حتى انتهى العداء بهزيمه سبأ على يد حمير المدعومة من مملكة حضرموت وكندة ومذحج.

## نسبهم
قبيلة طسم وجديس وثمود والعمالقة أو العماليق من العرب العاربة البائدة، وجميعهم أبناء عم يرجعون إلى سام بن نوح، فطسم وعمليق أبناء لاوذ بن سام بن نوح، وجديس بن إرم بن سام بن نوح، وثمود بن جاثم بن إرم بن سام بن نوح، وثمود أشهرهم جميعًا؛ لورود ذكر قومه في القرآن، وهناك من يقول بأن طسم وجديس جميعًا يرجعون إلى لاوذ بن إرم بن سام بن نوح.

## آثارهم
لطسم وجديس مجموعة من الآثار التي أُشير لبعضها في أحد المصادر البلدانية والجغرافية، فقد ذكر ياقوت الحموي في مصنفه معجم البلدان أن لطسم حصن يقال له المشقر بنوه بين البحرين ونجران وهو على تل عالي ويقابله حصن بني سدوس، ولجديس قصرين معنق في حجر اليمامة بنوه وسكنوه ولما فنوا أقام فيه من بعدهم عبيد بن ثعلبة الحنفي، والشموس الذي ذُكر أنه من أجود قصور اليمامة، وقد قيل في كلا القصرين:
أبت شرفات في شموس ومعنق... لدى القصر منّا أن تضام أوتضهدا

## مواضيع متعلقة
- اليمامة (إقليم)
- زرقاء اليمامة